# Sisyrnodytes nilicola
Sisyrnodytes nilicola là một loài ruồi trong họ Asilidae. Sisyrnodytes nilicola được Rondani miêu tả năm 1850.